# Valer Marian
Valer Marian (n. 2 august 1960) este un politician român, fost senator în legislaturile 2008-2012 și 2012-2016 din partea PSD.
Valer Marian a fost trimis în judecată de Direcția Națională Anticorupție pe 26 aprilie 2016 pentru complicitate la șantaj alături de fostul vicepreședinte al Consiliului Județean Satu Mare Mircea Govor. Pe 30 martie 2021 Valer Marian a fost achitat definitiv de Curtea de Apel Oradea în acest dosar.